# Нагбе, Дарлингтон
Дарлингтон Джофиллип Нагбе (англ. Darlington Joephillip Nagbe; 19 июля 1990, Монровия, Либерия) — американский футболист либерийского происхождения, полузащитник клуба «Коламбус Крю». Выступал в сборной США.
Дарлингтон — сын известного либерийского футболиста Джо Нагбе. В 2012 году Нагбе получил грин-карту, что позволяет ему регистрироваться в MLS, как американский футболист.
Мать Дарлингтона увезла его из Либерии, когда ему было 5 месяцев из-за гражданской войны. Позднее он успел пожить во Франции, Швейцарии, где играл его отец. В 11-летнем возрасте Нагбе оказался в США.

## Клубная карьера

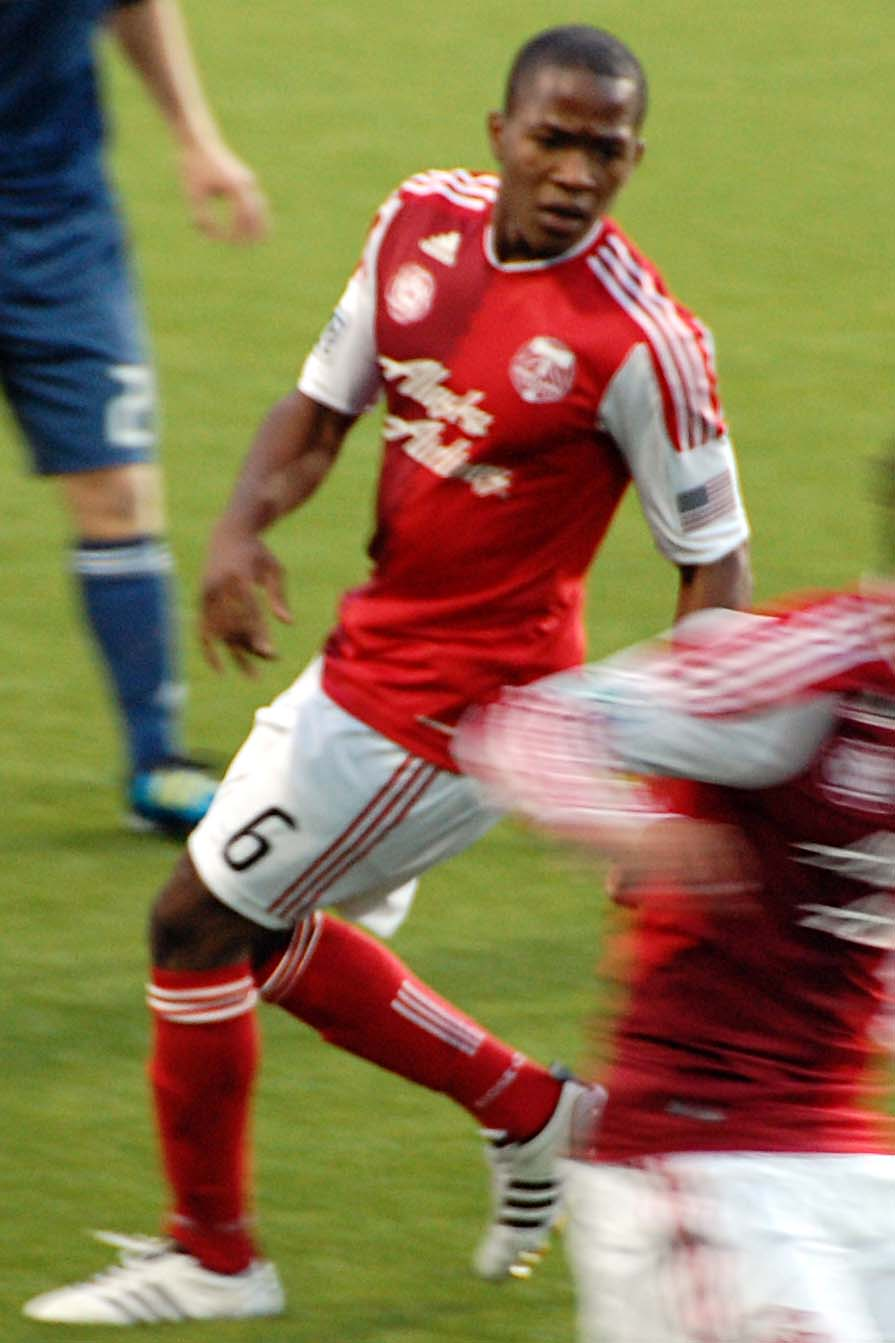
Нагбе в гостевой форме «Портленд Тимберс» (2011 год)

Нагбе начал заниматься футболом ещё в школе, а затем выступал за команду Акронского университета. В годы учёбы Дарлингтон также выступал за «Кливленд Интернэшнлс» из PDL.
В 2011 году Дарлингтон был выбран на драфте под вторым номером клубом «Портленд Тимберс». 3 апреля в матче против «Нью-Инглэнд Революшн» дебютировал в MLS. 3 июля в поединке против «Спортинг Канзас-Сити» Нагбе забил свой первый гол в профессиональной карьере. Этот мяч был признан голом года в MLS. В 2015 году Дарлингтон помог команде впервые в истории выиграть Кубок MLS. В 2016 году Нагбе участвовал в Матче всех звёзд MLS — в выставочной игре звёзд MLS с лондонским «Арсеналом», состоявшейся 28 июля, он вышел на второй тайм.
Объявленный 13 декабря 2017 года, трансфер Нагбе в «Атланту Юнайтед» стал одним из самых дорогих в истории MLS. «Атланта» выплатила «Портленду» $1,05 млн в распределительных средствах, сумма возрастала до $1,65 млн в случае выполнения игроком определённых критериев в 2018 году, также «Атланта» получила защитника Гбенга Аракойо, а «Портленд» — место иностранного игрока в предстоящем сезоне. За свой новый клуб Дарлингтон дебютировал 3 марта в матче первого тура сезона 2018 против «Хьюстон Динамо» в гостях, проигранном с разгромным счётом 4:0, где вышел в стартовом составе. 17 июля 2019 года в матче против «Хьюстон Динамо» он забил свой первый гол за «Атланту Юнайтед».
13 ноября 2019 года Нагбе был обменян в «Коламбус Крю» на $1,05 млн в распределительных средствах и место иностранного игрока. За «Крю» он дебютировал 1 марта в матче первого тура сезона 2020 против «Нью-Йорк Сити», выйдя в стартовом составе. 20 августа в матче против «Чикаго Файр» он забил свой первый гол за «Крю».

## Международная карьера
13 ноября 2015 года в отборочном матче чемпионата мира 2018 против сборной Сент-Винсента и Гренадин Нагбе дебютировал за сборную США, заменив во втором тайме Джеффа Кэмерона.
25 мая 2016 года в товарищеском матче против сборной Эквадора он забил свой первый гол за национальную команду.
Летом 2016 года Нагбе принял участие в домашнем Кубке Америки. На турнире он сыграл в матчах против команд Колумбии и Аргентины.
В 2017 году Нагбе стал обладателем Золотого кубка КОНКАКАФ. На турнире он сыграл в матчах против сборных Сальвадора, Коста-Рики и Ямайки.

### Голы за сборную США
| #   | Дата        | Место                         | Противник | Результат | Счет | Соревнование      |
| --- | ----------- | ----------------------------- | --------- | --------- | ---- | ----------------- |
| 01. | 26 мая 2016 | «Тойота Стэдиум», Фриско, США | Эквадор   | 1:0       | 1:0  | Товарищеский матч |

## Статистика

### Клубная
| Выступление      | Выступление      | Выступление      | Лига | Лига | Кубок | Кубок | Кубок лиги | Кубок лиги | Континент | Континент | Итого | Итого |
| Клуб             | Лига             | Сезон            | Игры | Голы | Игры  | Голы  | Игры       | Голы       | Игры      | Голы      | Игры  | Голы  |
| ---------------- | ---------------- | ---------------- | ---- | ---- | ----- | ----- | ---------- | ---------- | --------- | --------- | ----- | ----- |
| Портленд Тимберс | MLS              | 2011             | 28   | 2    | —     | —     | —          | —          | —         | —         | 28    | 2     |
| Портленд Тимберс | MLS              | 2012             | 33   | 6    | 1     | 0     | —          | —          | —         | —         | 34    | 6     |
| Портленд Тимберс | MLS              | 2013             | 34   | 9    | 4     | 1     | 4          | 1          | —         | —         | 42    | 11    |
| Портленд Тимберс | MLS              | 2014             | 32   | 1    | 1     | 1     | —          | —          | 2         | 0         | 35    | 2     |
| Портленд Тимберс | MLS              | 2015             | 33   | 5    | 1     | 0     | 6          | 0          | —         | —         | 40    | 5     |
| Портленд Тимберс | MLS              | 2016             | 27   | 1    | 1     | 0     | —          | —          | 3         | 1         | 31    | 2     |
| Портленд Тимберс | MLS              | 2017             | 27   | 3    | —     | —     | 2          | 0          | —         | —         | 29    | 3     |
| Портленд Тимберс | Итого            | Итого            | 214  | 27   | 8     | 2     | 12         | 1          | 5         | 1         | 239   | 31    |
| Атланта Юнайтед  | MLS              | 2018             | 23   | 0    | 0     | 0     | 5          | 0          | —         | —         | 28    | 0     |
| Атланта Юнайтед  | MLS              | 2019             | 33   | 2    | 5     | 0     | 3          | 0          | 4         | 0         | 45    | 2     |
| Атланта Юнайтед  | Итого            | Итого            | 56   | 2    | 5     | 0     | 8          | 0          | 4         | 0         | 73    | 2     |
| Коламбус Крю     | MLS              | 2020             | 19   | 2    | —     | —     | 1          | 0          | —         | —         | 20    | 2     |
| Коламбус Крю     | MLS              | 2021             | 33   | 2    | —     | —     | —          | —          | 4         | 0         | 37    | 2     |
| Коламбус Крю     | MLS              | 2022             | 34   | 3    | —     | —     | —          | —          | —         | —         | 34    | 3     |
| Коламбус Крю     | MLS              | 2023             | 36   | 3    | 1     | 0     | —          | —          | 3         | 0         | 40    | 3     |
| Коламбус Крю     | Итого            | Итого            | 122  | 10   | 1     | 0     | 1          | 0          | 7         | 0         | 131   | 10    |
| Всего за карьеру | Всего за карьеру | Всего за карьеру | 392  | 39   | 14    | 2     | 21         | 1          | 16        | 1         | 443   | 43    |

### Сборная
| Команда | Год   | Игр | Голы |
| ------- | ----- | --- | ---- |
| США     |       |     |      |
| 2015    | 2     | 0   |      |
| 2016    | 8     | 1   |      |
| 2017    | 14    | 0   |      |
| 2018    | 1     | 0   |      |
| Всего   | Всего | 25  | 1    |

## Достижения
Командные
«Портленд Тимберс»
- Чемпион MLS (обладатель Кубка MLS): 2015

«Атланта Юнайтед»
- Чемпион MLS (обладатель Кубка MLS): 2018
- Обладатель Открытого кубка США: 2019

«Коламбус Крю»
- Чемпион MLS (обладатель Кубка MLS): 2020, 2023

США
- Обладатель Золотого кубка КОНКАКАФ: 2017

Индивидуальные
- Участник Матча всех звёзд MLS: 2016, 2022
- Член символической сборной Золотого кубка КОНКАКАФ: 2017[29]